# Vienna Capitals
I Vienna Capitals sono una squadra di hockey su ghiaccio con sede nella capitale austriaca Vienna che dalla stagione 2001-2002 milita nel campionato austriaco della EBEL. Il club gioca presso la Albert-Schultz-Eishalle.
Nella stagione 2019-20 ha schierato una seconda squadra, denominata Vienna Capitals Silver, in Alps Hockey League per poi reiscriverla dopo due stagioni.

## Storia
La squadra nacque nel 2000 sostituendo nella massima serie nazionale il Wiener Eislauf-Verein. I Capitals conquistarono il primo trofeo della loro storia nella stagione 2004-2005 vincendo il titolo austriaco contro l'EC Red Bull Salzburg.

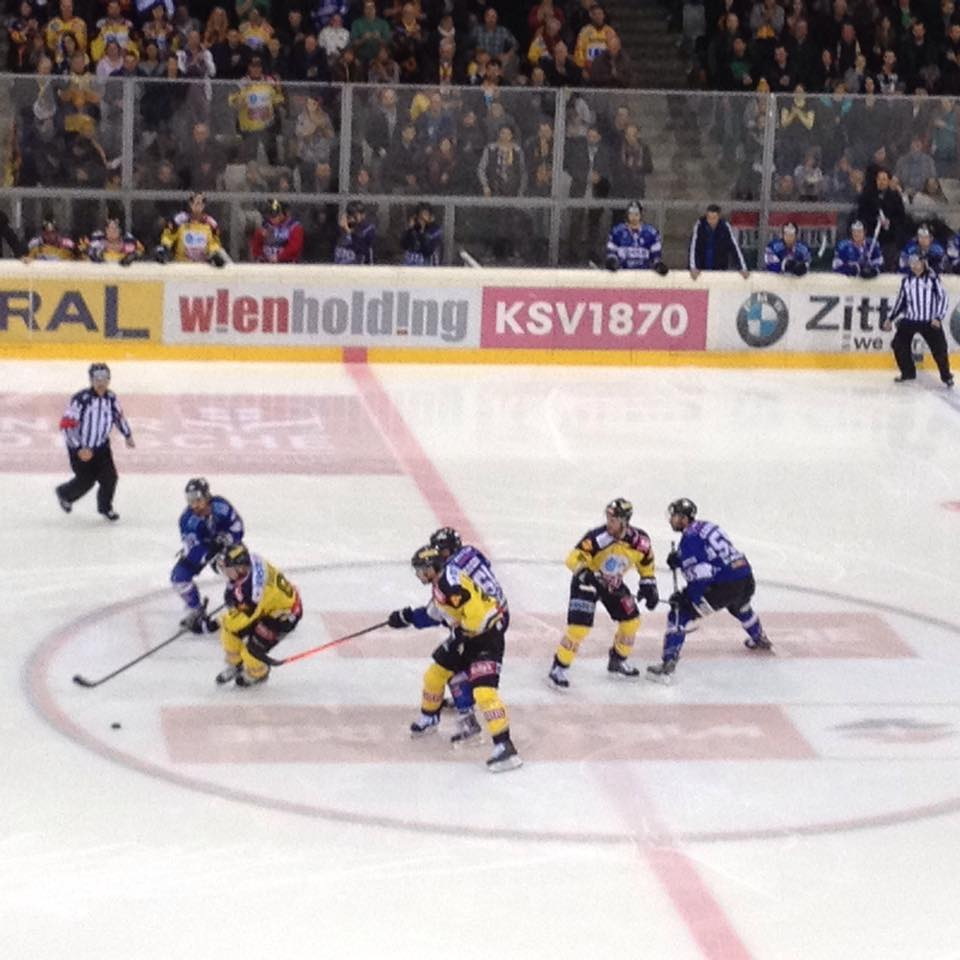
Capitals-Alba Volan 2-1, Gara 4 dei play-off di EBEL 2014-15

## Palmarès

### Titoli nazionali
- Österreichische Eishockey-Liga: 2

2004-2005, 2016-2017